# Leopold Zunz
Leopold Zunz (født 10. august 1794 i Detmold, død 17. marts 1886 i Berlin) var en tysk jødisk videnskabsmand
Zunz var først rabbiner og politisk skribent i demokratisk retning, men helligede sig den sidste del af sit liv til studier over jødisk poesi; på dette område har han offentliggjort epokegørende arbejder, for eksempel Die gottesdienstlichen Vorträge der Juden (1832), Die synagogale Poesie des Mittelalters (1855), Die Ritus des synagogalen Gottesdienstes (1859) og Literaturgeschichte der synagogalen Poesie (1865).